# Sofumahmut, Sarıoğlan
Sofumahmut là một xã thuộc huyện Sarıoğlan, tỉnh Kayseri, Thổ Nhĩ Kỳ. Dân số thời điểm năm 2008 là 208 người.